# Yasa
Lo Yasa (mo:ᠶᠡᠬᠡ ᠽᠠᠰᠠᠭ, Их засаг, Ikh Zasag), anche Yassa, Yasaq, Jazag o Zasag, era il codice di diritto civile e penale, volendo utilizzare una terminologia giuridica moderna, dei Mongoli. Tramandato oralmente, lo Yasa fu la legge de facto dell'Impero mongolo, seppur legge "segreta" e mai pubblicata. Sembra ebbe origine nei decreti del tempo di guerra, successivamente codificati e ampliati per includere convenzioni culturali e di stile di vita. Mantenendo segreto lo Yasa, i decreti potevano essere modificati e utilizzati in modo selettivo. Si ritiene che il primo Yasa sia stato promulgato da Gengis Khan e dal suo fratellastro Shikhikhutag, nominato Alto giudice dell'Impero, mentre il secondo figlio di Gengis, Chagatai, fu incaricato di vigilare sull'esecuzione delle leggi. Non ne sono pervenute copie originali e la ricostruzione del suo contenuto è oggi frutto di congetture e d'acceso dibattito storico-scientifico.
Lo Yasa non è da confondere con il Törü, ai posteri ancor meno noto, che costituiva un codice orale di diritto religioso rivelato ai Mongoli dalla loro divinità suprema, Tengri, parimenti oggetto di aspro dibattito accademico.

## Etimologia
La parola yasa o yassa esiste in entrambe le lingue mongolica e turca. Si ritiene che la parola derivi dal verbo mongolo as- o yas- che significa "mettere in ordine". Yasa avrebbe quindi un duplice valore: "legge" tanto quanto "ordine"/"potere". Tsereg zasakh è una frase che si trova comunemente in antichi testi mongoli come la Storia segreta dei Mongoli e significa «mettere in ordine i soldati», cioè radunarli e schierarli prima della battaglia. L'organo esecutivo supremo dell'attuale governo mongolo è chiamato Zasag-in gazar, letteralmente "luogo di Zasag", ovvero "luogo dell'ordine". Zasag, nella Cina della dinastia Qing di origini manciù, si riferiva ai governatori provinciali nativi della Mongolia. L'ufficio locale chiamato Zasag-in gazar fungeva da tribunale di prima istanza e comprendeva segretari e altri funzionari. Il verbo zasaglakh significa "governare" in mongolo. Il verbo turco yas- che significa "diffondere" ebbe probabilmente origine nella lingua uigura e fu usato per la prima volta dagli Uiguri.
Dal XV al XIX secolo, nella lingua russa figurava l'etimo "yasak" con significato di tassa.
Nella lingua turca moderna (usata attualmente in Turchia), la parola "legge" è yasa e l'aggettivo "legale" è yasal. L'etimo per "costituzione", inclusa la Costituzione della Turchia, è Anayasa, letteralmente "madre-legge".

## Storia
Lo Yasa fu promulgato dall'allora Temujin del clan Borjigin presumibilmente durante il Kuriltai, il concilio politico-militare dell'aristocrazia mongola, del 1206 che sancì la sua ascesa quale Gengis/Chinggis Khan (lett. "Sovrano Universale") del "Grande stato mongolo" (mo. Yekhe Mongol Ulus). Data la sua importanza per il governo del neonato Impero mongolo  (1206–1368), lo Yasa divenne subito una questione di famiglia per Khagan ("imperatore") Gengis: il suo fratellastro Shikhikhutag fu nominato Alto giudice dell'Impero, mentre il suo secondo figlio, Chagatai, fu incaricato di vigilare sull'esecuzione delle leggi.
Questo primo Yasa era quasi certamente un insieme di leggi e comandamenti volti ad organizzare e gestire il neonato impero (organizzazione dell'esercito e della struttura di potere, rapporti con gli stati vassalli, tassazione, ecc.), lontano dalla forma di un qualsivoglia codice di legge degli imperi dell'epoca, tanto in Cina quanto in Europa. Pur tuttavia, la Storia segreta di Mongoli cita l'espresso ordine di Gengis di vergare su «fogli azzurri, legandoli poi in libro, le decisioni riguardanti le divisioni dei patrimoni familiari, come pure le deliberazioni dei tribunali. Non sia cambiato in eterno quanto è stato da me legittimato su proposta di Shikhikhutag e incluso nei libri legati, scritti con lettere azzurre su carta bianca.» Quanto citato porterebbe a supporre la volontà "codificatrice" del Khagan o quanto meno l'ordine di dare forma scritta ufficiale ai procedimenti legali.
Fu Ögödei Khan, terzo figlio e successore di Gengis come Khagan dell'Impero (r. 1229–1241), a riproclamare lo Yasa presentandolo come un corpo integrale di precedenti, confermando la continua validità dei comandi e delle ordinanze di suo padre e aggiungendone di suoi per garantirsi il controllo su di un impero sempre più grande (e non ancora al suo zenit): es. codificò leggi suntuarie, la condotta da tenersi durante i Kuriltai, ecc. Ögödei fu insomma il primo a rimaneggiare la legge paterna per scopi propri. I suoi due immediati successori, il figlio Güyük (r. 1246–1248) ed il nipote Munke (r. 1251–1259), non apportarono sostanziali modifiche o reinterpretazioni dello Yasa, che nel frattempo entrava nell'immaginario collettivo mondiale grazie ai viaggiatori eurasiatici che, soprattutto al tempo di Munke, raggiunsero la corte del Khagan ed applicando schemi politici propri iniziarono a descrivere la legge gengiscanide come un "codice". Con la dissoluzione dell'Impero mongolo, principiata dalla guerra civile toluide (1260–1264) tra i fratelli di Munke, lo Yasa prese ad essere oggetto di continue manipolazioni da parte delle varie fazioni gengiscanidi: es. Kaidu, discendente di Ögödei e rivale del V Khagan Kublai Khan (r. 1260–1294), difese il suo diritto al trono imperiale con uno Yasa-nameh (it. Libro dello Yasa); gli Ilkhan di Persia, discendenti di Tolui, ultimo figlio di Gengis Khan, dichiararono sé stessi unici legittimi eredi in quanto unici ortodossi osservanti dello Yasa; ecc.
I khan sparsi nei grandi potentati gengiscanidi in cui si frazionò l'impero, anzitutto il già citato Kublai Khan che ebbe l'onere di dover integrare la tradizione mongola nel vissuto quotidiano dell'Impero cinese, iniziarono poi ad aggiungere allo Yasa le leggi necessarie nelle loro aree. Memoria e persino implementazione e sviluppo dello Yasa si mantenne nei vari Khanati dell'Asia centrale (es. il Khanato di Bukhara, 1500–1785) ancora sino al XVIII secolo.

## Fonti
Resiste un ridottissimo numero di atti legali ufficiali riconducibili allo Yasa di Gengis Khan: fond. i codici legali cinesi lasciati dalla dinastia Yuan (1271–1368) fondata da Kublai Khan, e le traduzioni russe degli yarlik, gli atti ufficiali, dei khan dell'Orda d'Oro (1242–1502). Queste fonti contengono alcune singole note sul Grande Yasa e diversi regolamenti che, come ritengono gli studiosi, facevano probabilmente parte dello Yasa.
Lo Yasa trovò fortunatamente spazio, anche se ridotto, nelle memorie e nelle cronache storiche di autori non-mongoli del XIII e XV secolo.
Anzitutto, la testimonianza diretta del missionario italiano Giovanni da Pian del Carpine (1182-1248) e del suo compagno di viaggio Benedetto Polacco che giunsero fino a Karakorum, capitale dell'impero, nel 1245-1247, regnante Khagan Munke. Poco dopo fu il turno di Guglielmo di Rubruck (1220–1293) e Jean de Joinville (1224–1317). Scarsa utilità, per la ricostruzione delle Yasa, ha invece Il Milione di Marco Polo (1254–1324) che pur soggiornò alla corte di Kublai Khan e lo servì come ambasciatore per oltre vent'anni. Gli armeni Vardan Areveltsi (1200–1271) e Gregorio d'Akner (1250–1335), il siro Barebreo (1226–1286) ed il bizantino Giorgio Pachimere (1242–1310) furono testimoni diretti dell'arrivo delle orde mongole in Asia centrale e nel Vicino Oriente. In ambito persiano, fondamentale l'opera di 'Ata Malik Juwayni (1226–1283), autore della Tarīkh-i Jahān-gushā (it. "Storia del conquistatore del mondo"), che fu funzionario dell'Impero mongolo al seguito di Hulagu Khan, fratello di Munke e Kublai, ancor prima che suo storico, tanto quanto di Rashid al-Din Hamadani (1247–1318), autore dell'importante Jami' al-tawarikh (it. "Compendio delle storie") per conto di Ilkhan Ghazan Khan (r. 1295–1304), discendente di Hulagu e fondatore dell'Ilkhanato (1256–1335) di Persia, oltre ai testi di Wassaf, Khafiz Abru e Mirkhond (1433–1498). Sempre al Trecento datano le opere degli arabi Ibn Fadlallah al-Umari (1301–1349), Ibn Battuta (1304–1369), il sociologo ante litteram Ibn Khaldun (1332–1406), e Al-Maqrizi (1364–1442) che comunque attinse a piene mani dall'opera di Khaldun che attinse da al-Umari.
Molte fonti forniscono congetture sugli effettivi articoli dello Yasa, non ultimo perché la sua fama fece sì che le culture non-mongole se ne appropriarono e ne adattarono parti o lo rielaborarono per fini di propaganda negativa: es. il numero di reati per i quali veniva inflitta la pena di morte era ben noto ai contemporanei. Alcuni studiosi hanno per esempio osservato che i Mamelucchi d'Egitto, rivali dei Mongoli (v.si Invasioni mongole della Siria), assorbirono lo Yasa e lo svilupparono nello Siyasa, uno Yasa conforme alla Shari'a.

## Descrizione
La legge dell'Impero mongolo è un aspetto della storia di questo stato poco esplorato causa l'assenza di fonti documentali che potrebbero consentire sia di avere una visione autentica del sistema legale imperiale mongolo, sia di analizzarne le fonti giuridiche, i principi ed i regolamenti. Si pensava che i decreti dello Yasa fossero completi e specifici ma non è stato trovato alcun rotolo o codice mongolo che li ha preservati. Come sopra anticipato, è possibile estrarre citazioni dello Yasa da molte cronache arabo-persiane e/o europee, tanto da poterne derivare un contenuto congetturale (v.si seguito).
L'assenza di qualsiasi documentazione fisica dello Yasa pone un serio problema. Agli storici rimangono fonti secondarie, congetture e speculazioni, che descrivono gran parte del contenuto della panoramica. La certezza storica sullo Yasa è debole rispetto al molto più antico Codice di Hammurabi (XVIII secolo a.C.) o agli Editti di Aśoka (III secolo a.C.). Quest'ultimo è stato scolpito in modo che tutti potessero vederlo su piedistalli di pietra, alti da 12 a 15 m, che si trovavano in tutto l'impero di Ashoka, occupante gli attuali India, Nepal, Pakistan e Afghanistan. Lo Yasa, che si pensa fosse scritto in caratteri mongoli uiguri su rotoli, era conservato in archivi segreti, conosciuto e letto solo dalla famiglia reale gengiscanide.
Oltre ad essere un codice di leggi, lo Yasa potrebbe aver incluso elementi filosofici, spirituali e mistici e quindi potrebbe essere stato pensato come un testo quasi sacro o magico, se non alternativo, quanto meno parallelo al Törü, il codice orale di diritto religioso rivelato ai Mongoli dalla loro divinità suprema, Tengri, dio del cielo azzurro.
Lo Yasa delineava le leggi per vari membri della comunità mongola (soldati, ufficiali, medici, ecc.) e miravano a tre obiettivi: (i) l'obbedienza al Khagan; (ii) la creazione di un legame giuridico tra i diversi popoli/clan dell'Impero nomade; e (iii) soggiogare con la paura di spietate punizioni i sudditi tanto quanto i nemici dell'Impero. Si occupava di persone, non di proprietà. A meno che un uomo non confessasse, non veniva giudicato colpevole. Lo scopo di molti decreti era probabilmente eliminare controversie sociali ed economiche tra i mongoli e i futuri popoli sudditi/alleati. Tra le regole c'erano il divieto di abigeato, l'obbligo di condividere il cibo con i viaggiatori, la vendita di donne di altre famiglie e il divieto di diserzione per i soldati. Rappresentava un insieme di norme quotidiane per le persone sotto il controllo mongolo che veniva applicato rigorosamente.
Lo Yasa rifletteva norme socio-culturali della tradizione mongola. La morte per decapitazione era la punizione più comune a meno che il reo non fosse di sangue nobile, nel quale caso era giustiziato con la frattura della schiena, per non spargerne il sangue. Anche i reati minori erano punibili con la morte: es. durante la marcia, un soldato era giustiziato se non raccoglieva qualcosa di caduto dalla persona di fronte a lui. I favoriti del Khan ricevevano comunque un trattamento preferenziale e avevano diverse possibilità d'espiazione prima della punizione. Circa questo rapporto tra lo Yasa e l'antica tradizione giuridica mongola, l'opinione degli studiosi li vede contrapposti in due ben distinte fazioni: alcuni considerano lo Yasa come codificazione delle antiche usanze legali turco-mongole (Kychanov 2006, Skrynnikova 2013, de Rachewiltz 1993), mentre gli altri lo vogliono frutto dell'innovativa volontà legislativa di Temujin alla sua ascesa come Gengis Khan (Vernadsky 1938, Gumilev 1992 et al.). Tutti però concordano che lo Yasa fosse un atto legale codificato.
Poiché Gengis Khan aveva istituito una legge che garantiva la completa libertà religiosa, le persone sotto il suo governo erano libere di adorare a loro piacimento se osservavano lo Yasa.

## Contenuto (congetturale)
Nel 1710, l'orientalista francese François Pétis de la Croix (1653–1713) fu il primo a proporre un elenco congetturale degli articoli dello Yasa compilato confrontando le fonti persiane, arabe ed europee. L'elenco di Pétis de la Croix fu tradotto in lingua inglese già nel 1722 e ripreso nel 1927 nell'opera Genghis Khan: The Emperor of All Men dello storico Harold Lamb. 

Nel seguito: 
1. Si ordina di credere che vi sia un solo Dio, creatore del cielo e della terra, che solo dà la vita e la morte, la ricchezza e la povertà a suo piacimento e che ha su tutto un potere assoluto --- Una diversa versione afferma che vi era libertà di adorare Dio in qualsiasi modo conveniente.[18]
2. Gengis Khan ordinò che tutte le religioni fossero rispettate e che nessuna preferenza fosse mostrata a nessuna di esse. Tutto ciò comandò perché fosse gradito al Cielo.[2]
3. Capi di religione, avvocati, medici, studiosi, predicatori, monaci, persone che si dedicano alla pratica religiosa, il muezzin (quest'ultimo sembra essere del periodo successivo di Kublai Khan a meno che questo non sia stato ulteriormente tradotto ci fosse stato non è stato fatto alcun riferimento specifico a muezzin e città comprese le moschee sono state rase al suolo), i medici e coloro che lavano i corpi dei morti devono essere liberati dagli oneri pubblici.[2]
4. È proibito sotto pena di morte che chiunque, chiunque esso sia, venga proclamato imperatore a meno che non sia stato eletto in precedenza dai principi, khan, ufficiali e altri nobili mongoli in un consiglio generale.
5. È vietato fare la pace con un monarca, un principe o un popolo che non si è sottomesso. (È evidente che hanno presentato alcune proposte ai diversi stati o regni che esistevano affinché partecipassero con loro.)
6. Va mantenuta il costume di dividere i soldati in decurie, centurie, chiliarchie e miriarchie. Mise notabili (mo. noyan) alla testa delle miriarchie (tumen) e nominò chiliarchi, centurioni e decurioni.[2][N 1]
7. Nel momento in cui inizia una campagna, ogni soldato deve ricevere le sue armi dalla mano dell'ufficiale che le ha in custodia. Il soldato deve tenerle in buono stato e farle ispezionare dal suo ufficio prima d'una battaglia. gengis ordinò ai suoi successori di esaminare personalmente le truppe e il loro armamento prima di andare in battaglia, di fornire alle truppe tutto ciò di cui avevano bisogno per la campagna e di ispezionare tutto anche con ago e filo. Se a qualcuno dei soldati mancava una cosa necessaria, quel soldato doveva essere punito.[2]
8. È vietato, pena la morte, saccheggiare il nemico prima che il comandante generale lo permettesse. Una volta autorizzato al saccheggio, il soldato deve avere la stessa opportunità dell'ufficiale e dev'essere autorizzato a tenere ciò che ha portato via se ha versato la parte spettante al Khagan.
9. Gengis ordinò che i soldati fossero puniti per negligenza e che i cacciatori che si fossero lasciati scappare un animale durante la caccia fossero bastonati e, in alcuni casi, giustiziati.[19] --- Escluso in alcuni resoconti, era forse una pratica di origine siberiana più ristretta ma comunque genuina.
10. Per tenere in esercizio i soldati, ogni inverno si tenga una grande caccia. Per questo motivo è proibito a qualsiasi uomo dell'impero uccidere da marzo a ottobre cervi, caprioli, lepri, asini selvatici e alcuni uccelli.
11. È vietato tagliare la gola agli animali macellati per il cibo. Quando un animale dev'essere mangiato, i suoi piedi devono essere legati, il suo ventre squarciato e il suo cuore stretto nella mano finché l'animale non muore. Quindi la sua carne può essere mangiata. Se qualcuno macella un animale alla maniera maomettana, dev'essere macellato lui stesso.[2]
12. È consentito mangiare il sangue e le viscere degli animali, anche se prima era proibito.
13. Ogni uomo che non va in guerra deve lavorare per l'impero senza ricompensa per un certo tempo.
14. L'uomo in possesso di un cavallo rubato deve restituirlo al suo proprietario e aggiungere nove cavalli dello stesso tipo. Se non può pagare la multa, i suoi figli devono essere presi al posto dei cavalli, e se non ha figli, sarà macellato come una pecora.[2] Nelle versioni in cui le disposizioni sembra, il metodo di esecuzione è paragonato alle pecore e quindi si può presumere per la legge per la macellazione degli animali (non è chiaro in un'altra versione quando i loro corpi dovrebbero essere tagliati in due parti). Per i furti minori la pena sarà, secondo il valore della cosa rubata, di più colpi di bastone: sette, diciassette, ventisette, fino a settecento. La punizione corporale può essere evitata pagando nove volte il valore della cosa rubata. (Un'altra versione precedente non menziona alcuna punizione per furti al di sotto del valore indicato ma non è così specificata.)
15. Nessun suddito dell'impero può prendere un mongolo come servitore o schiavo. Ogni uomo, salvo rari casi, deve arruolarsi nell'esercito.
16. Chiunque dia cibo o vestiti a un prigioniero senza il permesso del suo carceriere, sia messo a morte.[2]
17. Chi trova uno schiavo fuggiasco o un prigioniero e non lo restituisce alla persona a cui appartiene deve essere messo a morte.[2] La parola tradotta con "schiavo" significa "prigioniero preso per lavoro", gli oppositori dei mongoli erano solitamente considerati da loro come soggetti a una punizione per aver resistito ai principi universali/al sistema mongolo, o a ciò a cui aspirava attraverso i suoi codici e misure, il concetto fu trasmesso anche ai loro discendenti, sulla base di i concetti di popolazioni sedentarie che degradano il popolo e tribù criminali, criminali spesso semplicemente per il loro concetto di resistenza al suddetto sistema mongolo, la parola è "cooll", legata al moderno "builtt", banda per legare, "booch" (ch come in 'chaver' in ebraico) è nel mongolo moderno associato sia al tipo di legatura che al processo usato nella cattura come verbo e quindi è tradotto con il significato di "schiavo". Tuttavia, altre terre differiscono nel significato di "schiavo" sebbene alleate.
18. La legge richiedeva il pagamento del prezzo della sposa. Sebbene non menzionato in altre fonti, potrebbe essere un riferimento alla dote poiché il prezzo della sposa è solitamente un'usanza limitata a specifiche tribù mongole (ma potrebbe essere apparsa in seguito). Questo potrebbe essere stato praticato in precedenza ma lo stesso Gengis Khan non aveva mai seguito questa usanza ed era poco (se non del tutto) menzionato nella Storia segreta dei Mongoli. Il prezzo della sposa poteva essere considerato un utile deterrente al commercio di donne o semplicemente un'inversione sperimentale modernizzante da una dote ma i vicini dei tartari commerciavano in donne, cosa proibita, come riportato, dagli Yasa e quel matrimonio tra i primi e il secondo grado di parentela è proibito. Un uomo può sposare due sorelle o avere diverse concubine ma sotto il buddhismo e lo sciamanesimo c'era una tendenza progressiva per una cerimonia di matrimonio. Alcune forme buddhiste hanno rianimato alcune vittime senza matrimonio.
19. I figli nati da una concubina sono da considerarsi legittimi e ricevano la loro parte di patrimonio secondo la disposizione del padre. La distribuzione dei beni dev'essere effettuata in base al figlio maggiore che riceve più del minore, il figlio minore eredita la famiglia del padre. L'anzianità dei figli dipende dal rango della madre; una delle mogli deve sempre essere la più anziana, da determinare principalmente dal momento del suo matrimonio. Dopo la morte di suo padre, un figlio può disporre delle mogli del padre eccetto sua madre. Può sposarle o darle in matrimonio ad altri. A tutti, tranne agli eredi legali, è severamente vietato utilizzare qualsiasi proprietà del defunto.[20]
20. Un adultero deve essere messo a morte senza alcuna considerazione se è sposato o no.[2] Lo Yasa prescrive queste regole: amarsi l'un l'altro, non commettere adulterio, non rubare, non testimoniare il falso, non essere traditore e rispettare i vecchi e i mendicanti. Chi viola questi comandamenti viene messo a morte. [Mahak'ia] «Ecco le leggi di Dio che chiamano Iasax che furono date loro [g288]: primo, che si amino l'un l'altro; secondo, che non commettano adulterio; non rubare; non testimoniare il falso; non tradire nessuno; e che onorano gli anziani e i poveri. E se tra loro si trovassero autori di tali crimini, dovrebbero essere uccisi.»[21]
21. Se due famiglie desiderano unirsi in matrimonio e avere solo figli piccoli, il matrimonio dei figli è consentito se uno è un maschio e l'altra una femmina. Se i figli sono morti, il contratto di matrimonio può ancora essere redatto.
22. È vietato fare il bagno o lavare gli indumenti in acqua corrente durante i tuoni.
23. Chi intenzionalmente mente o pratica la stregoneria, spia il comportamento degli altri o interviene tra le due parti in una lite per aiutarsi l'una contro l'altra dev'essere messo a morte.[2] --- I bugiardi intenzionali sono inclusi in questa sezione in una delle versioni ma non è così definibile nella pratica e può riferirsi alla menzogna metodica, che compare anche in aree di precedente influenza asiatica in Europa ma diventa particolarmente definita insieme a una versione germanica, che può avere sfumature legali e una pratica latina. È una versione intesa a causare gravi danni alle persone e danneggiarle e inoltre, in particolare come mezzo di sabotaggio, ma non è del tutto chiaro. Può anche avere un aspetto di coloro che praticano mentire per scopi futili.
24. Ufficiali e capi che falliscono nel loro dovere o non vengono alla convocazione del Khan devono essere uccisi, specialmente nei distretti remoti. Se la loro offesa è meno grave, devono presentarsi di persona davanti al Khan.
25. Chi è colpevole di sodomia dev'essere messo a morte.[2]
26. Urinare nell'acqua o nella cenere è punibile con la morte.[2]
27. Era proibito lavare gli indumenti fino a quando non fossero completamente consumati.[2]
28. Gengis Khan proibì al suo popolo di mangiare il cibo offerto da un altro finché colui che offriva il cibo non ne avesse assaggiato lui stesso, anche se uno è un principe e l'altro un prigioniero. Proibì loro di mangiare qualsiasi cosa in presenza di un altro senza averlo invitato a prendere parte al cibo. Proibì a chiunque di mangiare più dei suoi compagni e di calpestare un fuoco su cui si cucinava il cibo o un piatto da cui si mangiava.[2]
29. Non si possono immergere le mani nell'acqua e si deve invece usare un recipiente per attingerla.[2]
30. Quando il viandante passa davanti a un gruppo di persone che mangiano, deve mangiare con loro senza chiedere permesso, e non glielo devono vietare.[2]
31. Era proibito mostrare la preferenza per una setta o mettere l'accento su una parola. Quando parli con qualcuno, non parlargli con un titolo, chiamalo per nome. Questo vale anche per lo stesso Khan.[2]
32. All'inizio d'ogni anno, ognuno deve presentare le proprie figlie al Khan affinché ne scelga qualcuna per sé e per i suoi figli.[2]

Inoltre:
- i minori non più alti di una ruota di carro non possono essere uccisi in guerra;
- in caso di omicidio, ci si poteva riscattare pagando multe: per un maomettano, 40 monete d'oro (balysh); per un cinese, un asino;[19]
- il Khagan istituì un sistema postale per conoscere rapidamente le notizie dell'impero;[22]
- Gengis ordinò a suo figlio Chagatai di assicurarsi che lo Yasa fosse osservato.[2]

Interessante è la recente allusione, non comprovata da alcuna fonte del periodo, che vorrebbe lo Yasa all'avanguardia nella punizione o, almeno, nella critica dell'aggressione sessuale, dello stupro e/o del rapimento di donne: pratiche cui, in realtà, le orde mongole indulsero abbondantemente durante le loro incursioni in tutto il continente euroasiatico.
Verkhovensky riferisce che lo Yasa principiava con un'esortazione a onorare gli uomini di tutte le nazioni in base alle loro virtù. L'ammonimento pragmatico è confermato dalla mescolanza etnica creata da Gengis Khan nell'esercito mongolo, i c.d. "Guerrieri mongoli uniti" (mo. Ezent Gueligen Mongolyn).
Gengis Khan ha consultato insegnanti di religioni, come imam e probabilmente rabbini e sacerdoti cristiani, nella compilazione del suo codice di leggi.

### Esplicative
1. ↑  La suddivisione dell'esercito in unità decimali è alla base dell'Organizzazione militare dei Mongoli.

### Bibliografiche
1. 1 2 3  Storia segreta dei Mongoli, cap. VIII § 203.
2. 1 2 3 4 5 6 7 8 9 10 11 12 13 14 15 16 17 18 19 20 21  Al-Maqrizi 1841.
3. 1 2  Pochekaev 2016, p. 727.
4. ↑  Ayalon 1971, p. 138.
5. ↑  Morgan 1986, p. 163.
6. 1 2 3  Pochekaev 2016, p. 728.
7. ↑  Hamadani 1971.
8. ↑  Morgan 1986, p. 170.
9. ↑  Ayalon 1971, pp. 157-159.
10. ↑  (RU) Fadl Allakh ibn Rudhbi Khan al-Isfakhani, Mikhmanname-yi Bukhara («Zapiski bukharskogo gostya») [Note ai fatti di Bukhara], traduzione di R.P. Djalilova, Mosca, Nauka Publ., 1976,  p. 59.
11. ↑  (FR) K. Isogai, Yasa and Shari‘a in Early 16th century-Central Asia, in Cahiers d’Asie centrale, n. 3-4, 1997,  pp. 91-103.
12. ↑  Ayalon 1971, pp. 100-105.
13. ↑  Ayalon 1971, pp. 116-120.
14. ↑  Poliak 1942, p. 862.
15. ↑  Pochekaev 2016, p. 724.
16. ↑  Lamb 1927.
17. ↑  Petis de la Croix 1710, pp. 99-110.
18. ↑  Plantagenet Somerset Fry.
19. 1 2  Mirkhond 1832.
20. ↑  Vernadsky 1938.
21. ↑  Gregorio d'Akner.
22. ↑  Phillips 1979, p. 68.
«Un ruolo importante ei servizi del Gran Khan aveva il corriere imperiale o yam che trasportava ordini o rapporti, e poteva venir usato pure quale mezzo di trasporto da ufficiali in viaggio o ambasciatori stranieri, i quali possedevano delle paitze o tavolette lasciapassare che differivano a seconda del loro rango. In ogni stazione si allevava un numero fisso di cavalli, cavalle di razza e pecore da macello; i cavalli erano sempre pronti nel caso fosse necessario effettuare un cambio istantaneo»

### Fonti
- (MN) Sergei Kozin (a cura di), Монголын Нууц Товчоо (Mongolyn Nuuc Tovčoo) [Storia segreta dei Mongoli], traduzione di M. Olsùfieva, Guanda, 2021  [1240], ISBN 9788823525818.
- (EN) Gregorio d'Akner, History of the Nation of Archers, in Harvard Journal of Asiatic Studies, traduzione di Robert Blake e Richard Frye, n. 12, 1949,  pp. 269-443.
- Vardan Areveltsi, Havakumn Patmutsyun [Compendio storico], a cura di Robert Bedrosian, 2007  [XIII secolo].
- (AR) 'Ata Malik Juwayni, Tarīkh-i Jahān-gushā [Storia del conquistatore del mondo], a cura di Mirza Muhammad Qazwini, Gibb Memorial Series, vol. 16, editio princeps, 3 v., Leida e Londra, 1912–1937  [post-1260].
- (GRC) Barebreo, Chronicon Syriacum, XIII secolo. ed. (LA) Paul Bedjan (a cura di), Gregorii Barhebraei Chronicon Syriacum e codd. mss. emendatum ac punctis vocalibus adnotationibusque locupletatum, Parigi, Maisonneuve, 1890.
- (AR) Ibn Battuta, I viaggi, traduzione di Claudia M. Tresso, Torino, Einaudi, 2008  [post-1354], SBN UBO3483057.
- (AR) Rashid al-Din Hamadani, Jami' al-tawarikh, traduzione di John Andrew Boyle, Columbia University Press, 1971  [XIV secolo].
- (AR) Al-Maqrizi, al-Sulūk fī maʿrifat duwal al-mulūk [Storia dei governanti ayyubidi e mamelucchi], traduzione di Étienne Marc Quatremère, 2 v., Parigi, 1837-1841.
- (FA) Mirkhond, Rawżat aṣ-ṣafāʾ, Londra, Printed for the Oriental Translation Fund of Great Britain and Ireland, 1832  [XV secolo].
- (LA) Giovanni da Pian del Carpine, Historia Mongalorum, a cura di Enrico Menestò, traduzione di Maria Cristiana Lungarotti, Spoleto, Centro italiano di studi sull’alto medioevo, 2017  [post-1247].

### Studi
In italiano
- E.D. Phillips, L'impero dei Mongoli, Newton Compton, 1979  [1969].

In altre lingue
- (FR) D. Aigle, Loi mongole vs loi islamique. Entre mythe et réalité, in Annales. Histoire, Sciences Sociales, 5–6, 2004,  pp. 971-996.
- (RU) D. Aigle, Velikaya Yasa Chingis-khana, Mongol'skaya imperiya, kul'tura i shariat [Il Grande Yasa di Chinggis Khan, Impero mongolo, cultura e Sharia’], in Mongol'skaya imperiya i kochevoy mir [L'impero mongolo ed il Mondo nomade], BNTs SO RAN, 2004,  pp. 491-530.
- (EN) D. Ayalon, The Great Yasa of Chingiz Khan: a re-examination, in Studia Islamica, 33, 34 e 38, 1971-1973,  pp. 97-140; 151-180 e 107-156.
- (RU) I. Berezin, Ocherk vnutrennego ustroystva Ulusa Dzhuchieva [Studio della struttura interna del Ulus degli Jocidi], in Trudy Vostochnogo otdeleniya Rossiyskogo arkheologicheskogo obshchestva [Pubblicazioni della Sezione Orientalistica della Società archeologica Russa], VIII, San Pietroburgo, 1864,  pp. 387-494.
- (RU) L.N. Gumilev, Drevnyaya Rus' i Velikaya Step' [L'antica Rus’ e la Grande Steppa], Mosca, Klyshnikov, Komarov and Co., 1992.
- (EN) Harold Lamb, Genghis Khan: The Emperor of All Men, Garden City Publishing, 1927.
- (RU) N.N. Kradin e T.D. Skrynnikova, Imperiya Chingis-khana [L'impero di Gengis Khan], Mosca, Vostochnaya literatura Publ., 2006.
- (RU) E.I. Kychanov, Biliki Chingis-khana [Biliks di Gengis Khan], in Pis'mennye pamyatniki Vostoka [Monumenti scritti dell'Oriente], n. 2, 2006,  pp. 210-216.
- (RU) E.I. Kychanov, Zhizn' Temuchzhina, dumavshego pokorit' mir [La vita di Temujin tesa alla conquista del mondo], Mosca, Nauka Publ., 1973.
- (MOL) Ts. Minzhin, Ikh Zasag. Tɣɣkh, erkh zɣyn shinzhilgee [Il Grande Yasa: Storia e Studi], Ulaanbaatar, 2009.
- (EN) D.O. Morgan, The 'Great Yasa of Chingiz Khan' and Mongol law in the Ilkhanate, in Bulletin of the School of Oriental and African Studies, n. 49, 1986,  pp. 163-176.
- (FR) François Petis de la Croix, Histoire du grand Genghizcan, premier empereur des anciens Mongols et Tartares, Parigi, 1710.
- (EN) R.Yu. Pochekaev, Chinggis Khan’s Great Yasa in the Mongol Empire and Chinggisid States of the 13th–14th centuries: Legal Code or Ideal “Law and Order”?, in Golden Horde Review, n. 4, 2016,  pp. 724-733.
- (EN) A.N. Poliak, The Influence of Chingiz-Khan’s Yasa upon the General Organization of the Mamluk State, in Bulletin of the School of Oriental and African Studies, n. 10, London University Press, 1942,  pp. 862-876.
- (EN) I. de Rachewiltz, Some Reflections on Chinggis Qan’s Jasagh, in East Asian History, n. 6, 1993,  pp. 91-104.
- (FR) Valentin-Alexandrovich Ryazanovskiy, Les monuments du droit mongol, in Bulletin de la Société de législation comparée (1872-1948), n. 1-3, Parigi, A. Cotillon, 1932,  pp. 324-367.
- (RU) T.D Skrynnikova, Kharizma i vlast' v epokhu Chingis-khana [Carisma e potere durante l'epoca di Gengis Khan], San Pietroburgo, Euarasia Publ., 2013.
- (MOL) S. Tserenbaltav e Ts. Minzhin, Temudzhin – Chingis khany “Ikh zasag” khuul' [Il Grande Yasa – la legge di Temujin/Gengis Khan], vol. 3, Ulaanbaatar, 2006.
- (EN) Valentin-Alexandrovich Ryazanovskiy, Customary law of the Mongol tribes, Harbin, 1929.
- (EN) George Vernadsky, The Mongols and Russia, Yale University Press, 1953.
- (EN) George Vernadsky, The Scope and Contents of Chingis Khan’s Yasa, in Harvard Journal of Asiatic Studies, n. 3, 1938,  pp. 337-360.